# Борис Кириллов
Борис Кириллов (4 серпня 1992) — азербайджанський плавець.
Учасник Олімпійських Ігор 2016 року.